# Kloster Marcilly
Das Kloster Marcilly (Marciliacum) ist eine ehemalige Zisterzienserabtei in der Gemeinde Provency im Département Yonne, Region Bourgogne-Franche-Comté, in Frankreich, rund neun Kilometer nördlich von Avallon. 

## Geschichte
Buret de Prey, der Herr von Marcilly, und seine Gemahlin Marie d’Anglure stifteten 1239 die Zisterziensernonnenabtei Notre-Dame-de-Bon-Repos, die zum Pilgerziel für die Umgebung wurde. Die Klostergemeinschaft löste sich gegen 1460 auf und ihr folgten Mönche, die aus Kloster Fontenay, einem Tochterkloster von Clairvaux, kamen. Das Kloster erlitt im Hundertjährigen Krieg und in den Religionskriegen Schaden. In der Französischen Revolution fand es sein Ende.

## Bauten und Anlage
Die Kirche wurde nach 1790 abgebrochen. Erhalten ist das Abtshaus, das nach Umbauten einem Schloss aus dem 15. Jahrhundert ähnelt. Darin hat sich auch das gewölbte Refektorium erhalten. Im Park stehen noch das Taubenhaus und der Brunnen.